# Arrondissement di Baradères
L'arrondissement di Baradères è un arrondissement di Haiti facente parte del dipartimento di Nippes. Il capoluogo è Baradères.

## Geografia antropica

### Suddivisioni amministrative
L'arrondissement di Baradères comprende 2 comuni:
- Baradères
- Grand-Boucan